# Quiero Volver Tour
Quiero Volver Tour – druga solowa trasa Martiny Stoessel, która obejmuje Amerykę Południową oraz wkrótce zostaną ogłoszone daty dla Europy. Podczas trasy Tini wykonuje piosenki ze swojej debiutanckiej płyty – Tini (album) oraz drugiego albumu Quiero Volver. Aktualnie trasa trwa w Ameryce Łacińskiej, a już we wrześniu w Europie.

## Setlista
INTRO: WSTĘP
1. Princesa
2. Got Me Started
3. Confía En Mí
4. Never Ready
5. Respirar

PRZEJŚCIE: LIGHTS DOWN LOW
1. Lo Malo Remix
2. Finders Keepers + Mi Gente
3. Si Tú Te Vas
4. Like That
5. Waves
6. Great Escape

PRZEJŚCIE: GREAT ESCAPE
1. Siempre Brillarás
2. Te Amo a Ti
3. Consejo De Amor
4. Sigo Adelante
5. Por Que Te Vas

PRZEJŚCIE: LA CINTURA
1. La Cintura Remix
2. Quiero Volver
3. Love is Love
4. Flores
5. Te Quero Más

### Notatki
- Podczas pierwszego koncertu w Buenos Aires, Stoessel wystąpiła z gośćmi specjalnymi: "Lo Malo" z Aitana, "Consejo De Amor" z Ruggero Pasquarelli oraz zespołem MYA, natomiast "Por Que Te Vas" wraz z Cali Y El Dandee. Cały koncert został nakręcony i wszystkie utwory dodane na oficjalny kanał artystki[3].
- Podczas pierwszego koncertu w Córdoba na festiwalu "Festival de Peñas Villa Maria", Stoessel zaśpiewała "Quiero Volver" wraz z Sebastian Yatra.
- Podczas koncertu w Corrientes, Stoessel zaśpiewała pierwszy raz na trasie swój nowy singiel "22", który pochodzi z jej nadchodzącego trzeciego krążka. Natomiast piosenkę "Lo Malo" zaśpiewała tym razem z Juliana Gallipoliti.

## Koncerty
| Data                 | Miasto              | Kraj       | Miejsce                                  |
| -------------------- | ------------------- | ---------- | ---------------------------------------- |
| Ameryka Południowa   |                     |            |                                          |
| 13 grudnia 2018      | Buenos Aires        | Argentyna  | Luna Park                                |
| 12 stycznia 2019     | Pinamar             | Argentyna  | Quintana y Del Tridente                  |
| 25 stycznia 2019     | Mar del Plata       | Argentyna  | Teatro Radio City                        |
| 9 lutego 2019        | Córdoba             | Argentyna  | Festival De Villa Maria                  |
| 25 maja 2019         | Corrientes          | Argentyna  | Playon Hangar                            |
| 31 maja 2019         | Mendoza             | Argentyna  | Auditorio Bustelo                        |
| 1 czerwca 2019       | San Luis            | Argentyna  | La Pedrera                               |
| 2 czerwca 2019       | San Luis            | Argentyna  | La Pedrera                               |
| 14 czerwca 2019      | Rosario             | Argentyna  | Metropolitano                            |
| 15 czerwca 2019      | Córdoba             | Argentyna  | Forja                                    |
| 23 czerwca 2019      | Santiago            | Chile      | Movistar Arena                           |
| 7 września 2019      | Montevideo          | Urugwaj    | Antel Arena                              |
| 26 września 2019     | Tucuman             | Argentyna  | Teatro Mercedez Sosa                     |
| 27 września 2019     | Tucuman             | Argentyna  | Teatro Mercedez Sosa                     |
| 28 września 2019     | Salta               | Argentyna  | Teatro Provincial                        |
| 11 października 2019 | San Francisco       | Argentyna  | Howard Johnson                           |
| 12 października 2019 | Rio Cuarto          | Argentyna  | Opus Costanera                           |
| 18 października 2019 | Buenos Aires        | Argentyna  | Luna Park                                |
| 26 października 2019 | Buenos Aires        | Argentyna  | Luna Park                                |
| 2 listopada 2019     | Neuquen             | Argentyna  | Estadio Ruca Che                         |
| 8 listopada 2019     | Lima                | Peru       | Plaza Arena Jockey                       |
| 10 listopada 2019    | Meksyk              | Meksyk     | Pepsi Center WTC                         |
| 16 listopada 2019    | Bogota              | Kolumbia   | Centro De Eventos Autopista Norte        |
| 28 listopada 2019    | Buenos Aires        | Argentyna  | Luna Park                                |
| 29 listopada 2019    | Buenos Aires        | Argentyna  | Luna Park                                |
| 30 listopada 2019    | San Nicolas         | Argentyna  | Planta General Savio                     |
| 3 grudnia 2019       | Buenos Aires        | Argentyna  | Luna Park                                |
| 5 grudnia 2019       | Buenos Aires        | Argentyna  | Luna Park                                |
| 6 grudnia 2019       | Formosa             | Argentyna  | Anfiteatro Juventud                      |
| 8 grudnia 2019       | Chaco               | Argentyna  | Club Atlético Sarmiento                  |
| 10 grudnia 2019      | Asuncion            | Paragwaj   | SND Arena                                |
| 12 grudnia 2019      | Santiago Del Estero | Argentyna  | Forum                                    |
| 11 stycznia 2020     | Mar del Plata       | Argentyna  | Estadio Polideportivo Islas Malvinas     |
| 12 stycznia 2020     | Punta del Este      | Urugwaj    | Centro de convenciones de Punta del Este |
| 7 lutego 2020        | Mendoza             | Argentyna  | Ridavia Canta Alpais                     |
| 9 lutego 2020        | General Roca        | Argentyna  | Fiesta Nacional De La Manzana            |
| Europa               |                     |            |                                          |
| 20 lutego 2020       | Mediolan            | Włochy     | Fabrique                                 |
| 22 lutego 2020       | Bassano De Grappa   | Włochy     | Paladue                                  |
| 23 lutego 2020       | Rzym                | Włochy     | Auditorium Parco Della Musica            |
| 24 lutego 2020       | Berlin              | Niemcy     | Huxley’s Neue Welt                       |
| 25 lutego 2020       | Hamburg             | Niemcy     | Docks Club                               |
| 26 lutego 2020       | Zurych              | Szwajcaria | X-Tra                                    |
| 29 lutego 2020       | Monachium           | Niemcy     | Tonhalle                                 |
| 1 marca 2020         | Stuttgart           | Niemcy     | Lka Longhorn                             |
| 3 marca 2020         | Frankfurt           | Niemcy     | Batschkapp                               |
| 4 marca 2020         | Paryż               | Francja    | Salle Pleyel                             |
| 6 marca 2020         | Kolonia             | Niemcy     | Carlswerk Victoria                       |
| 9 marca 2020         | Utrecht             | Holandia   | Tivoli                                   |
| Ameryka Południowa   |                     |            |                                          |
| 19 września 2020     | Buenos Aires        | Argentyna  | Movistar Arena                           |

## Odwołane koncerty
| Data          | Miasto       | Kraj      | Miejsce        | Powód                          |
| ------------- | ------------ | --------- | -------------- | ------------------------------ |
| 10 marca 2020 | Bruksela     | Belgia    | Cirque Royal   | Pandemia koronawirusa COVID-19 |
| 11 marca 2020 | Madryt       | Hiszpania | Joy Eslava     | Pandemia koronawirusa COVID-19 |
| 14 marca 2020 | Buenos Aires | Argentyna | Movistar Arena | Pandemia koronawirusa COVID-19 |